# Veenwortelgalmug
De veenwortelgalmug (Wachtliella persicariae) is een muggensoort uit de familie van de galmuggen (Cecidomyiidae). De wetenschappelijke naam van de soort is gepubliceerd in 1767 door Linnaeus. 